# مصطفى قريشي
مصطفى قريشي هو ممثل باكستاني (وحمل سابقاً جنسية الراج البريطاني)، ولد في 23 أبريل 1940 في باكستان. من الجوائز التي نالها فخر الأداء.

## جوائز
- فخر الأداء

## وصلات خارجية
- مصطفى قريشي على موقع IMDb (الإنجليزية)